# EC Vitória
Esporte Clube Vitória este o echipă de fotbal din Salvador, Bahia, Brazilia care evoluează în Campeonato Brasileiro da Série A. 